# Schwarzschild-Effekt
Der Schwarzschild-Effekt ist eine Erscheinung, die bei der Belichtung in der (chemischen) Fotografie auftritt.
Das Reziprozitätsgesetz von Bunsen und Roscoe (1862) besagt, dass rechnerisch gleich große Produkte aus Belichtungszeit und Intensität dieselbe Schwärzung ergeben. Wird beispielsweise die Blende um einen Wert geschlossen, dafür aber die Belichtungszeit verdoppelt, müsste sich dieselbe Schwärzung des Filmmaterials ergeben.
Der Astronom und Physiker Karl Schwarzschild entdeckte 1899, dass die Empfindlichkeit einer Fotoschicht bei Belichtungen über einer Sekunde (die Zeit ist abhängig von dem verwendeten Filmmaterial) exponentiell abnahm, also die erwartete Schwärzung nicht mit der erreichten Schwärzung übereinstimmte. Die Aufnahmen waren – bei gleicher Lichtdosis, doch längeren Zeiten – unterbelichtet. Um diesen Effekt auszugleichen, sind die Aufnahmen länger zu belichten. Dazu bieten die Hersteller Datenblätter an, denen die entsprechenden Belichtungszeiten entnommen werden können.
Farbfilme sind in besonderem Maße vom Schwarzschild-Effekt betroffen, da die unterschiedlichen Emulsionsschichten für die einzelnen Grundfarben diesen Effekt verschieden stark zeigen und dadurch Farbstiche entstehen können. Diese treten bereits ab etwa 1/30 s auf. Für Belichtungszeiten über 1 s werden Kunstlichtfarbfilme empfohlen, bei denen bis 5 s keine Belichtungszeitverlängerungen aufgrund des Schwarzschildeffektes erforderlich sind.
Vermieden werden kann dieser Effekt durch Verwendung von speziellem Filmmaterial, sogenannten hypersensibilisierten Filmen. Diese Filme sind stark getrocknet und mit Wasserstoff behandelt worden und verlieren selbst bei langer Belichtung nicht oder nur kaum an Empfindlichkeit.
Auch bei sehr kurzen Belichtungszeiten (etwa unter 1/1000 Sekunde, abhängig vom verwendeten Filmmaterial) tritt ein ähnlicher Effekt auf, der Kurzzeiteffekt genannt wird. Schwarzschild- und Kurzzeiteffekt werden in den für unterschiedliche Fotomaterialen einzigartigen, charakteristischen Lichtmengenkurven grafisch dargestellt.
Ein solcher Graph zeigt für die entlang der waagrechten Achse aufgetragenen Belichtungsstufen (logarithmische Belichtungszeit) in einem mittleren Intervall von typisch 0,001 bis 1 s waagrechten Verlauf beim nach oben aufgetragenen Funktionswert von konstant 1, jedoch außerhalb dieses Bereichs gekurvt ansteigend höhere Werte als in der Praxis anzuwendende Verlängerungsfaktoren für die Belichtungszeit. Detaillierter können die beiden gekurvten Äste auch in verschiedenen Maßstäben getrennt dargestellt werden.
Bei der Digitalfotografie tritt dieser Effekt nicht auf, da die verwendeten CCD- bzw. CMOS-Bildsensoren nicht an Empfindlichkeit verlieren. Allerdings machen sich bei den Langzeitaufnahmen mit wenig Licht andere Effekte bemerkbar, zum Beispiel das Dunkelrauschen.